# Nanjing
Nanjing (ili Nanking) je glavni grad kineske provincije Jiangsu. Ima veliko značenje za kinesku povijest i kulturu, te je bivši glavni grad Kine (njegovo ime u prijevodu znači "Južna prijestolnica", dok je Beijing "Sjeverna prijestolnica"). Zbog svog položaja blizu Šangaja i ušća rijeke Yang Ce se danas vrlo brzo gospodarski razvija i postaje jedan od najznačajnijih kineskih gospodarskih središta.

## Zemljopis
Nanjing se nalazi na istoku Kine, blizu ušća rijeke Yang Ce.  Na rijeci postoji nekoliko riječnih otoka. Reljef je nizinski (dio Velike kineske nizine), ali oko grada postoji nekoliko brda (poznato je brdo Zijin Shan u središtu grada). U okolici postoje velika rudna nalazišta (željezo, sumpor, stroncij).
Klima je vlažna suptropska (sinijska). Velik je utjecaj monsuna, zbog čega ljeti ima mnogo više padalina nego zimi. Temperature su umjerene, a zimi nisu preniske.
Nanjing se nalazi nedaleko Šangaja i s njim čini najveću kinesku gospodarsku zonu. Prostor između Nanjing i Šangaja je vrlo gusto naseljen (spada među najnaseljenija područja u Kini i u svijetu). U tom prostoru postoji mnogo velikih gradova koji su svi gospodarski i prometno, a često i funkcionalno povezani. Najvažniji su Wuxi, Nantong, Changzhou i Suzhou.

## Povijest
Nanjing je jedan od najstarijih gradova u istočnoj Kini. Prema legendi je 495. pr. Kr. Fu Chai, gospodar države Wu, osnovao grad Yecheng na području današnjeg Nanjinga. U kasnijem razdoblju je u tom prostoru postojalo nekoliko gradova koji su često uništavani i obnavljani, posebno u doba nestabilnosti dok je postojalo više kineskih država. Nanjing je prvi put postao glavni grad 229. godine nakon Krista kad je tamo premještena prijestolnica države Wu (tijekom razdoblja Tri kraljevstva). Nanjing je bio glavni grad tijekom vladavine dinastije Jin, kad se zvao Jiankang. Za vrijeme dinastije Sui, dok je Kina bila podijeljena na Sjevernu i Južnu državu, je bio glavni grad Južne države. U 10. st. je bio glavni grad Južne Tang države (za vrijeme dinastije Tang). Za vrijeme dinastija Sung i Yuan se razvija tekstilna industrija.
1368. je obnovljen i bio je glavni grad dinastije Ming koja je vladala cijelom Kinom. U to doba su sagrađene gradske zidine koje postoje do danas i bile su najduže gradske zidine na svijetu. Smatra se da je 1400. godine Nanjing bio najveći grad na svijetu s oko 480 000 stanovnika. Iz tog doba datira mauzolej dinastije Ming.
1421. je glavni grad preseljen u Peking, te od tada Nanjing gubi značenje. 1644. je Nanjing ponovo postao glavni grad jer su Peking zauzeli pobunjenici iz Mandžurije koji će osnovati dinastiju Qing. Tada je Kina bila podijeljena i u Nanjingu je vladala Južna Ming dinastija koja nije dugo trajala i dinastija Qing je zavladala cijelom Kinom. Za vrijeme njihove vlasti se Nanjing zvao Jiangning i u njemu je bilo sjedište potkralja. Tijekom Prvog opijumskog rata su Nanjing napali Englezi, te je u njemu zaključeno primirje kojim je rat prestao 1842. (sporazum iz Nankinga). Sredinom 19. st. je bio glavni grad pobunjeničke države Taiping.
1912. je svrgnuto Kinesko Carstvo i proglašena Republika Kina. Prvi predsjednik Sun Jat-sen je izabrao Nanjing za privremeni glavni grad Kine jer je u Pekingu još uvijek vladao car. 1927. je predsjednik Čang Kaj-šek Nanjing proglasio službenim glavnim gradom Kine. 1937. su Japanci napali Kinu i u Nanjingu poubijali između 200 000 i 350 000 stanovnika (Nankinški masakr). Nankinški masakr je bio prvi veliki pokolj stanovništva u 2. svjetskom ratu. Nanking je tijekom 2. svjetskog rata bio središte kolaboracionističke vlade koja je surađivala s Japanom (Nankinški režim), dok je sjedište vlade Čang Kaj-šeka bilo u Chongqingu. Nakon kraja 2. svjetskog rata je Čang Kai Šek vratio glavni grad u Nanjing.
Tijekom građanskog rata između nacionalista i komunista je Nanjing pretrpio veliko razaranje i bio posljednji veći grad u kojem su vladali nacionalisti prije bijega na Tajvan. Zanimljivo je da vlada u Tajvanu koja se naziva Republikom Kinom i dalje Nanjing smatra svojim glavnim gradom jer se smatra legitimnom vladom cijele Kine. Nakon uspostave Narodne Republike Kine pod komunističkom vlašću 1949. je glavni grad ponovo postao Peking, a Nanjing je postao centar provincije Jiangsu.

## Znamenitosti
S obzirom na veliko povijesno značenje grada, Nanjing ima mnogo kulturnih znamenitosti. Iz razdoblja dinastije Ming su značajne gradske zidine i mauzolej dinastije Ming Xiaoling. Značajna je carska palača Chaotian. Grad ima brojne konfucijanističke hramove i pagode. Najznačajniji su Konfucijev hram, te hramovi Jiming, Jinghai, Linggu i Qixia. Zanimljiva je Porculanska pagoda koja je uništena u 19. st., a danas se obnavlja. Poznati su vrtovi 
Xu i Zhan Yuan. Značajna su "Vrata Kine", ceremonijalna ulazna vrata na zidinama kroz koja su svi stranci ulazili u Kinu.
Iz razdoblja dok je Nanjing bio glavni grad Republike Kine je značajna predsjednička palača i mauzolej Sun Jat-sena. Značajan je spomenik Nankinškog masakra. U gradu postoje značajni hoteli i zgrade Sveučilišta.

## Uprava
Puni naziv uprave Nanjinga je „Narodna vlada grada Nanjinga” i grad je pod izravnom upravom Komunističke stranke Kine, tako da je partijski sekretar Nanjinga ujedno i de facto izvršni upravitelj i gradonačelnik koji predsjeda vladom. Podpokrajinski grad Nanjing je podijeljen u 11 distrikta:
| Zemljovid               | Podjela          | Podjela   | Hanzi    | Populacija (popis 2010.) | Površina (km2) |
| 1 2 3 4 5 6 7 8 9 10 11 |                  |           |          |                          |                |
| ----------------------- | ---------------- | --------- | -------- | ------------------------ | -------------- |
| 1 2 3 4 5 6 7 8 9 10 11 | Gradsko područje |           |          |                          |                |
| 1 2 3 4 5 6 7 8 9 10 11 | 1.               | Xuanwu    | 玄武区   | 651.957                  | 80,97          |
| 1 2 3 4 5 6 7 8 9 10 11 | 2.               | Qinhuai   | 秦淮区   | 1.007.922                | 50,36          |
| 1 2 3 4 5 6 7 8 9 10 11 | 3.               | Jianye    | 建邺区   | 426.999                  | 82,00          |
| 1 2 3 4 5 6 7 8 9 10 11 | 4.               | Gulou     | 鼓楼区   | 1.271.191                | 57,62          |
| 1 2 3 4 5 6 7 8 9 10 11 | 5.               | Yuhuatai  | 雨花台区 | 391.285                  | 131,90         |
| 1 2 3 4 5 6 7 8 9 10 11 | 6.               | Qixia     | 栖霞区   | 644.503                  | 340,00         |
| 1 2 3 4 5 6 7 8 9 10 11 | Predgrađa        |           |          |                          |                |
| 1 2 3 4 5 6 7 8 9 10 11 | 7.               | Jiangning | 江宁区   | 1.145.628                | 1.573,00       |
| 1 2 3 4 5 6 7 8 9 10 11 | 8.               | Pukou     | 浦口区   | 710.298                  | 913,00         |
| 1 2 3 4 5 6 7 8 9 10 11 | 9.               | Luhe      | 六合区   | 915.845                  | 1.485,50       |
| 1 2 3 4 5 6 7 8 9 10 11 | Seoska područja  |           |          |                          |                |
| 1 2 3 4 5 6 7 8 9 10 11 | 10.              | Lishui    | 溧水区   | 421.323                  | 983,00         |
| 1 2 3 4 5 6 7 8 9 10 11 | 11.              | Gaochun   | 高淳区   | 417.729                  | 801,00         |

- ugašeni distrikti - Baixia & Xiaguan

## Gospodarstvo
Nanjing se u novije vrijeme vrlo brzo razvija (slijedi brzi gospodarski razvoj Kine). Posebno je razvijena metaloprerađivačka i automobilska industrija. U gradu imaju tvornice brojna strana poduzeća (Volkswagen, Iveco, Panda). Industrija je smještena u velikim industrijskim parkovima. U gradu je razvijen i tercijarni (uslužni) sektor gospodarstva koji daje 44% produkta.

## Promet
Nanjing je značajno prometno čvorište gdje se križaju razni oblici prometa. Vrlo je značajan riječni promet plovnom rijekom Yang Ce kojom je Nanjing povezan s brojnim gradovima koji na njoj leže. Nedaleko od grada počinje Veliki kanal koji povezuje rijeku Yang Ce s rijekom Huang He, a i dalje je prokopan do Pekinga. Zbog blizine kanala se posebno razvio riječni promet, te je Nanjing je najveća riječna luka na Yang Ceu i najveća kineska unutrašnja riječna luka.
Vrlo su razvijeni i ostali oblici prometa. Nanjing ima brojne autoceste i željezničke pruge koje ga povezuju s velikim gradovima u okolici. Postoji i međunarodna zračna luka.

## Obrazovanje
- Sveučilište u Nanjingu